# العلاقات الغابونية البوتسوانية
العلاقات الغابونية البوتسوانية هي العلاقات الثنائية التي تجمع بين الغابون وبوتسوانا.

## مقارنة بين البلدين
هذه مقارنة عامة ومرجعية للدولتين:
| وجه المقارنة                                              | الغابون                        | بوتسوانا                       |
| --------------------------------------------------------- | ------------------------------ | ------------------------------ |
| المساحة (كم2)                                             | 267.67 ألف                     | 581.74 ألف                     |
| عدد السكان (نسمة)                                         | 2.03 مليون                     | 2.29 مليون                     |
| الكثافة السكانية (ن./كم²)                                 | 7.58                           | 3.94                           |
| العاصمة                                                   | ليبرفيل                        | غابورون                        |
| اللغة الرسمية                                             | لغة فرنسية                     | لغة إنجليزية                   |
| العملة                                                    | فرنك وسط أفريقي                | بولا بوتسواني                  |
| الناتج المحلي الإجمالي (بليون دولار)                      | 14.62 مليار                    | 17.41 مليار                    |
| الناتج المحلي الإجمالي (تعادل القوة الشرائية) بليون دولار | 34.65 مليار                    | 35.84 مليار                    |
| الناتج المحلي الإجمالي الاسمي للفرد دولار أمريكي          | 8.27 ألف                       | 6.36 ألف                       |
| الناتج المحلي الإجمالي للفرد دولار أمريكي                 | 19.43 ألف                      | 16.10 ألف                      |
| مؤشر التنمية البشرية                                      | 0.684                          | 0.698                          |
| رمز المكالمات الدولي                                      | +241                           | +267                           |
| رمز الإنترنت                                              | .ga                            | .bw                            |
| المنطقة الزمنية                                           | ت ع م+01:00، توقيت غرب أفريقيا | ت ع م+02:00، توقيت وسط إفريقيا |

## منظمات دولية مشتركة
يشترك البلدان في عضوية مجموعة من المنظمات الدولية، منها:
| علم المنظمة | اسم المنظمة                                 | تاريخ انضمام الغابون | تاريخ انضمام بوتسوانا |
| ----------- | ------------------------------------------- | -------------------- | --------------------- |
|             | البنك الدولي للإنشاء والتعمير               | 10 سبتمبر 1963       | 24 يوليو 1968         |
|             | يونسكو                                      | 16 نوفمبر 1960       | 16 يناير 1980         |
|             | مؤسسة التمويل الدولية                       | 20 أكتوبر 1970       | 23 مارس 1979          |
|             | المركز الدولي لتسوية المنازعات الاستشارية   | 14 أكتوبر 1966       | 14 فبراير 1970        |
|             | منظمة حظر الأسلحة الكيميائية                | ?                    | ?                     |
|             | مؤسسة التنمية الدولية                       | 4 نوفمبر 1963        | 24 يوليو 1968         |
|             | منظمة التجارة العالمية                      | ?                    | ?                     |
|             | الاتحاد الأفريقي                            | ?                    | 31 أكتوبر 1966        |
|             | الاتحاد البريدي العالمي                     | ?                    | ?                     |
|             | وكالة ضمان الاستثمار متعدد الأطراف          | 26 مارس 2003         | 15 مايو 1990          |
|             | الاتحاد الدولي للاتصالات                    | 28 ديسمبر 1960       | 2 أبريل 1968          |
|             | منظمة الشرطة الجنائية الدولية               | ?                    | ?                     |
|             | الأمم المتحدة                               | 20 سبتمبر 1960       | 17 أكتوبر 1966        |
|             | مجموعة دول أفريقيا والكاريبي والمحيط الهادئ | ?                    | ?                     |
|             | البنك الإفريقي للتنمية                      | ?                    | ?                     |

## وصلات خارجية
- موقع وزارة الخارجية البوتسوانية